# Cravant, Loiret

Cravant este o comună în departamentul Loiret din centrul Franței. În 1 ianuarie 2022 avea o populație de 951 de locuitori.